# اوتی کا
اوتی کا (به لاتین: Uteyka) یک منطقهٔ مسکونی در روسیه است که در باشقیرستان واقع شده‌است.